# 马里兰大学全球分校
马里兰大学全球分校（英語：University of Maryland Global Campus，缩写）是美国马里兰州的一所公立大学。曾用名马里兰大学大学学院（英語：University of Maryland University College，缩写），2019年更名为现用名。